# François Jacob
François Jacob (Nancy, França 1920 - 19 d'abril de 2013) fou un metge i biòleg francès guardonat amb el Premi Nobel de Medicina o Fisiologia l'any 1965.

## Biografia
Va néixer el 17 de juny de 1920 a la ciutat de Nancy, població situada a la regió de Lorena. Va iniciar els seus estudis de medicina, estudis que va haver d'abandonar després de la invasió de França per part de l'Alemanya nazi durant la Segona Guerra Mundial, passant a formar part de les Forces Franceses Lliures del comandant Charles de Gaulle. Després de la Guerra prosseguí els seus estudis a la Universitat de París, on es doctorà l'any 1947. L'any 1951 inicià els seus estudis de biologia a La Sorbona, per aconseguir el seu doctorat el 1954. Posteriorment fou nomenat assistent de l'Institut Pasteur de París, en aquells moments sota la direcció d'André Lwoff, i el 1960 fou escollit cap del Servei de Genètica Microbiana del mateix centre.
L'any 1977 fou nomenat membre de l'Acadèmia Francesa de Ciències i el 1996 de l'Académie française.

## Recerca científica
La seva recerca científica va versar sobre les activitats reguladores a l'interior de les cèl·lules, especialment la forma en la qual els gens transmeten la informació sobre la reproducció i el funcionament cel·lular. L'any 1958 Jacob, en col·laboració de Jacques Monod i la supervisió d'André Lwoff, va observar certes analogies entre la lisogènia i la possibilitat d'induir en certs bacteris la síntesi de la lactasa, l'enzim obtingut de la descomposició de la lactosa, procés conegut com a Operó lac.
Els resultats obtinguts els va permetre aclarir els mecanismes genètics responsables de l'intercanvi de gens entre els bacteris. Aquests intercanvis confereixen a les noves característiques dels bacteris que els permet, per exemple, sintetitzar les proteïnes. Aquests descobriments són l'origen de la revolució tecnològica de l'enginyeria genètica, i en la conclusió d'aquest treball, Jacob i Monod van desenvolupar un model que descrivia la interacció dels diversos tipus de gens i proteïnes a l'hora de la transcripció de l'ARN.
L'any 1965 els tres científics francesos foren guardonats amb el Premi Nobel de Medicina o Fisiologia pels seus descobriments referents al control genètic de la síntesi de l'enzim i del virus.